# 小串郷駅
小串郷駅（おぐしごうえき）は、長崎県東彼杵郡川棚町小串郷にある、九州旅客鉄道（JR九州）大村線の駅である。

## 概要
大日本帝国海軍が小串港に魚雷艇訓練所を開発したことにより、訓練生の利便を図るために駅を設置した。設立当初は純然たる魚雷艇乗組員の養成施設だったが、後に特攻ボート「震洋」の訓練施設に転換されており、震洋隊員の多くが小串郷駅を利用した。
当初は駅名を「小串（おぐし）」にする予定であったが、既に山陰本線に小串駅（読みは「こぐし」）が存在したため「小串郷」とされた。
終戦と共に魚雷艇訓練所が廃止され駅設置理由が無くなったことから1947年には廃止の方針が決められたが地元側が存続を強く求めたことから廃止撤回となった経緯がある。

## 歴史
- 1944年（昭和19年）10月21日：運輸通信省の駅として新設[2]。
- 1948年（昭和23年）4月1日：現在地に移転。
- 1971年（昭和46年）12月1日：荷物扱い廃止[4]。無人駅化[5]。
- 1985年（昭和60年）4月1日：川棚町の負担で現駅舎に改築される。
- 1987年（昭和62年）4月1日：国鉄分割民営化により、九州旅客鉄道（JR九州）の駅となる[2]。
- 2025年（令和7年）：ICカード「SUGOCA」を導入（予定）[6]。

## 駅構造
単式ホーム1面1線を有する地上駅。下り側に向かって右側に小さな駅舎を備える。
簡易委託駅である。窓口にて乗車券を発売している。
ホームには地元団体「心の花を育てる会」による花壇が設けられている。

### のりば
| のりば | 路線    | 方向 | 行先             |
| ------ | ------- | ---- | ---------------- |
| 1      | ■大村線 | 下り | 諫早・長崎方面   |
| 1      | ■大村線 | 上り | 早岐・佐世保方面 |

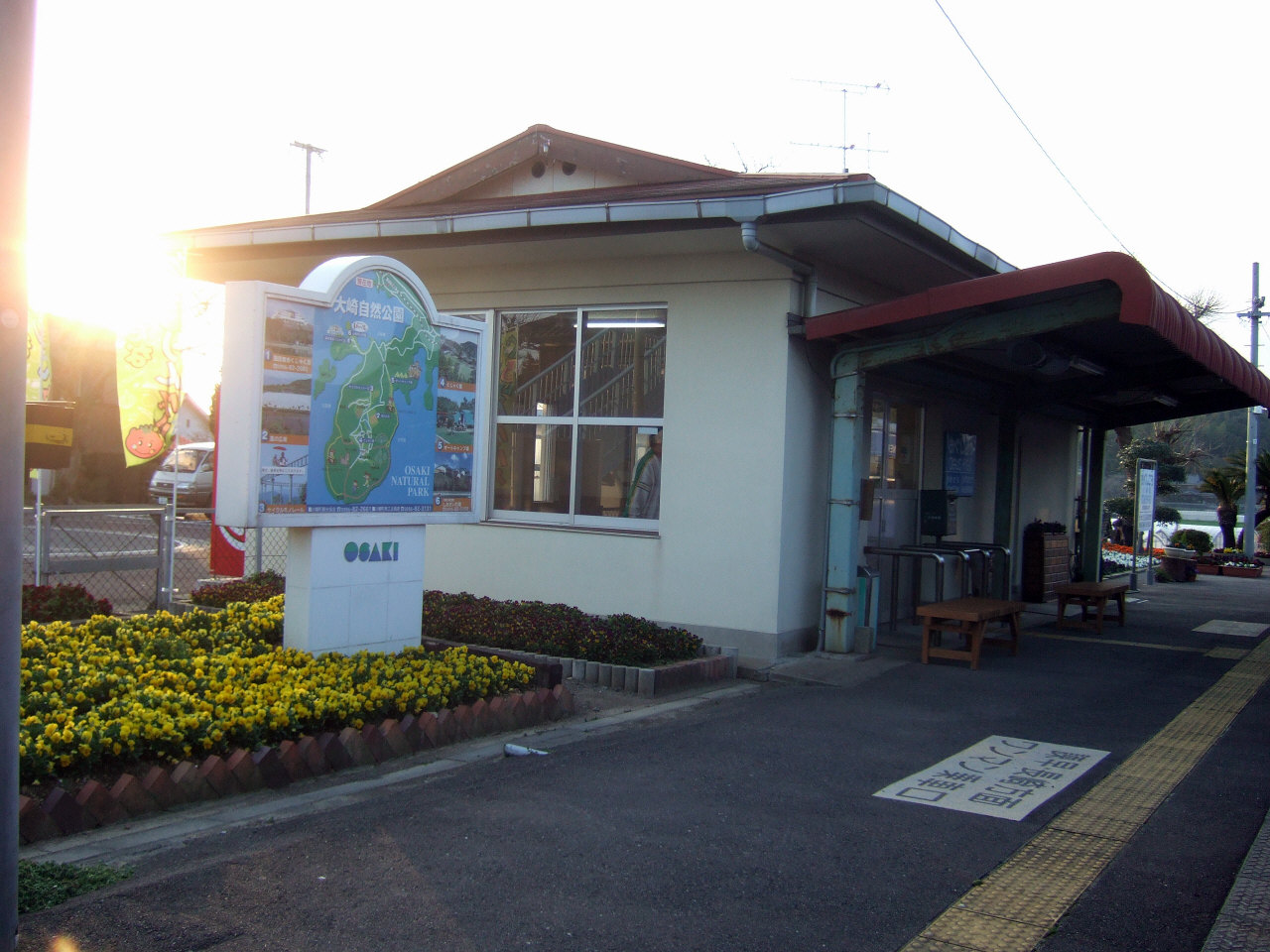
ホーム側からみた駅舎（2008年3月）
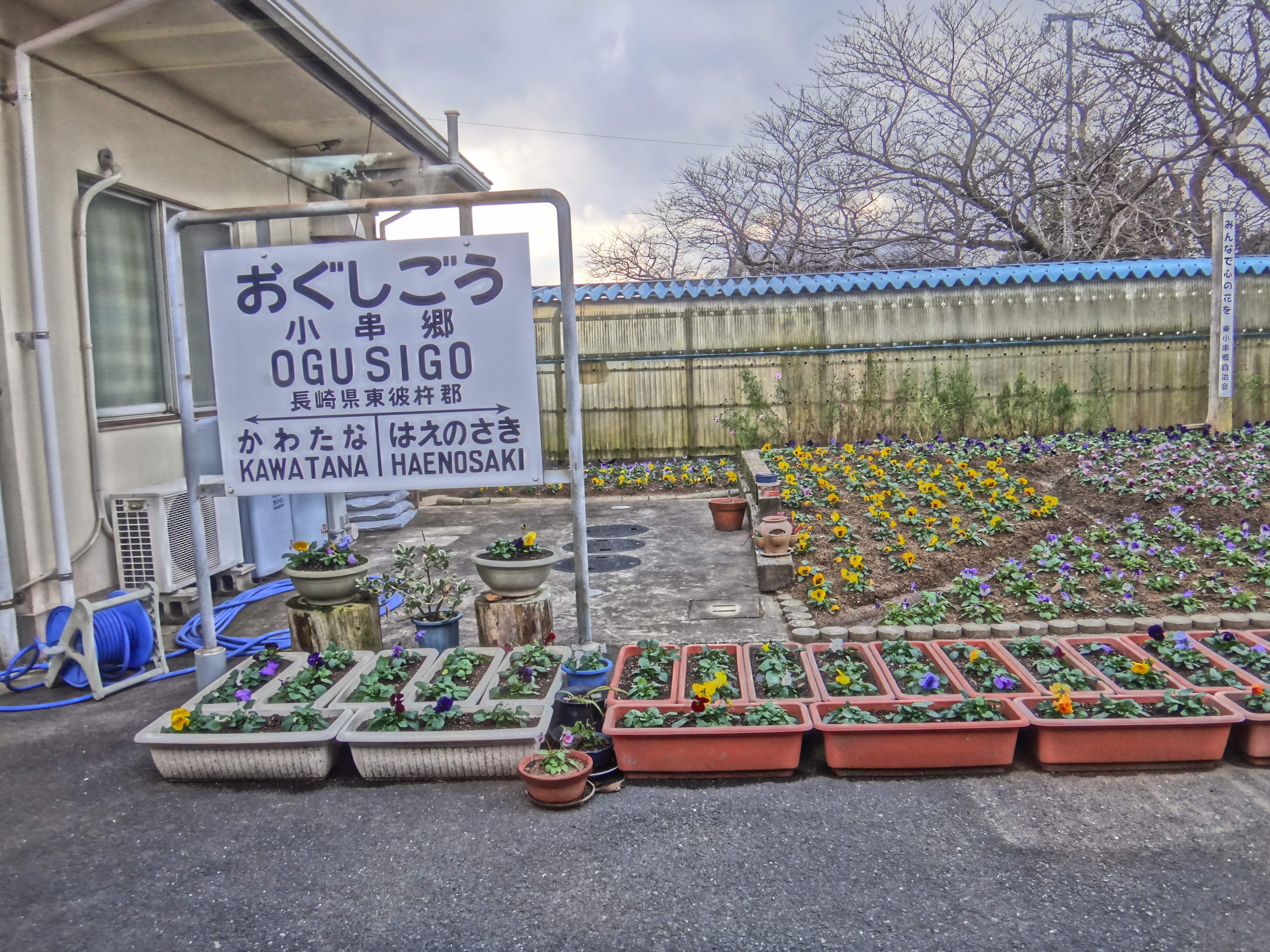
駅名標と花壇（2012年12月）

## 利用状況
- 2010年度の1日平均乗車人員は100人である。

| 乗車人員推移 | 乗車人員推移 |
| 年度         | 1日平均人数  |
| ------------ | ------------ |
| 2000         | 165          |
| 2001         | 153          |
| 2002         | 134          |
| 2003         | 121          |
| 2004         | 107          |
| 2005         | 99           |
| 2006         | 94           |
| 2007         |              |
| 2008         |              |
| 2009         |              |
| 2010         | 100          |

## 駅周辺
川棚町の北部にあたる。駅の東側を大村線に並行する形で国道205号が通っている。
- 小串郵便局
- 川棚町立小串小学校
- 長崎県立川棚特別支援学校

## その他
- 1972年（昭和47年）にテレビドラマ「太陽にほえろ!」のロケが行われた。
- 2021年（令和3年）に発売されたHKT48のシングル「君とどこかへ行きたい」(TYPE-D)のジャケット撮影が行われた。

## 隣の駅
九州旅客鉄道（JR九州）
■大村線
■快速「シーサイドライナー」
通過
■区間快速「シーサイドライナー」・■普通
南風崎駅 - 小串郷駅 - 川棚駅